# Unorthadox
Unorthadox [geboren als Robert Coenen, 1981] is een Nederlandse, Engelstalige rapper, songwriter & componist en spoken word poetry artiest. Naast het maken van zijn eigen muziek is hij ook songwriter voor andere artiesten. Hij maakte als lead vocalist onderdeel uit van de formatie “Kyteman’s Orchestra” en ging als lid van de internationaal bekende groep “Shahmen” in 2019/2020 nog op wereldtour door 23 landen.
Unorthadox maakte in 2003 deel uit van de groep Redrum Squad, met wie hij de single "Enjoy" opnam.
In 2005 rapte Unorthadox op het debuutalbum van Terilekst en Spacekees.
Hij speelde in 2006 in de theaterproductie Sleepwalking Democracy. In dat jaar werkte hij tevens samen met Jiggy Djé op het album Noah's Ark.
In 2009 en 2010 trad Unorthadox op met het Kyteman's Hiphop Orchestra en hij speelde op Kytemans album The Hermit Sessions. Hij rapte in 2010 op het door Top Notch uitgegeven album Sound Surroundings van The Q4.
In 2011 ging de door Danny Stolker geregisseerde BNN-documentaire Who the F*ck Is Dox? in première. Unorthadox werd voor de opnamen hiervan anderhalf jaar lang gevolgd en in de film blikt hij terug op zijn relatie met de zes jaar oudere zangeres Anouk, die van 2009 tot 2011 duurde, waaruit in april 2010 een zoon werd geboren. De twee ontmoetten elkaar voor het eerst in 2000 toen hij een rol speelde in de videoclip voor Anouks nummer "Michel" (van de in 1999 uitgebrachte CD Urban Solitude). Het liedje "Three Days in a Row", van de CD For Bitter or Worse (2009) gaat over Unorthadox. Hij werkte samen met haar en Terilekst aan de officiële remix van het nummer.
Hij heeft zich jaren later toegelegd op het regisseren van en optreden in interdisciplinaire producties, waarin verschillende muziekstijlen, dichtkunst en dans, maar soms ook andere kunsten samenkomen. Zo maakte hij in 2020 een dans- en concertstuk voor het Scapino Ballet Rotterdam, dat hij muzikaal en theatraal regisseerde. 
Tijdens North Sea Around Town heeft Dox 4 achtereenvolgende jaren vanaf 2021 een eigen concert bij boerderij Driebergen. Hier brengt hij artiesten op het toneel samen om te komen tot een interdisciplinair optreden. 

## Privé
Zijn relatie met Anouk begon in feite al in 1999, maar zij vond destijds - hij was toen pas 18 - het leeftijdsverschil te groot. In 2009 bloeide de relatie weer op, maar kort na de geboorte van hun zoon werd de relatie beëindigd.